# ماري سيدني
ماري سيدني (بالإنجليزية: Mary Sidney)‏ (27 أكتوبر 1561 في المملكة المتحدة - 25 سبتمبر 1621، لندن في المملكة المتحدة)؛ مترجمة، كاتِبة وشاعرة إنجليزية.

## روابط خارجية
- ماري سيدني على موقع الموسوعة البريطانية (الإنجليزية)
- ماري سيدني على موقع ميوزك برينز (الإنجليزية)